# Gentilândia AC
Gentilândia AC was een Braziliaanse voetbalclub uit Fortaleza, de hoofdstad van de deelstaat Ceará. 

## Geschiedenis
De club werd opgericht in 1934. In 1948 werd de club uitgenodigd om te gaan spelen in het staatskampioenschap. In 1956 werd de club kampioen. Na een slecht resultaat in seizoen 1965, moest de club het jaar erna in de nieuw opgerichte tweede klasse gaan spelen. In 1968 staakte de club de activiteiten.

## Erelijst
Campeonato Cearense
1956